# Lei de Gresham
A Lei de Gresham resume-se na seguinte oração:
| “ | Sob curso forçado, a má moeda tende a expulsar do mercado a boa moeda. | ” |

É um princípio económico que diz que uma moeda sobrevalorizada (tem um valor determinado por uma autoridade monetária acima do de mercado) expulsa uma moeda subvalorizada (tem um valor determinado pela mesma autoridade abaixo do de mercado). Por exemplo, as pessoas usavam mais a prata para fins comerciais e guardavam o ouro em casa quando havia um bimetalismo entre as duas moedas/metais fora da realidade do mercado. Mesmo princípio aparece quando são analisados câmbios sem sentido com a realidade, como por exemplo, o câmbio entre o Bolívar venezuelano e o Dólar dos Estados Unidos. A grande diferença entre o câmbio oficial e o câmbio real causa uma escassez de dólares na Venezuela.
De acordo com esta lei, as boas moedas são exportadas ou derretidas para se capitalizar o seu valor de mercado mais alto no câmbio estrangeiro.

## Teoria
A Lei de Gresham afirma que, quando duas moedas de mesmo valor nominal — uma de maior valor intrínseco (“boa”) e outra de menor valor (“ruim”) — são forçadas a circular lado a lado por meio de leis de curso forçado, a moeda ruim tende a dominar a circulação. Isso acontece porque as pessoas preferem gastar a moeda de menor valor real e guardar a de maior valor, seja para poupança ou para derretê-la e extrair seu valor. Nesse contexto, o curso forçado funciona como um controle de preços: obriga a aceitação de moedas desiguais como se fossem equivalentes, distorcendo o comportamento econômico natural e incentivando a retirada da moeda forte do mercado.
Economista austríaco Hans-Hermann Hoppe disse que a lei de Gresham só se aplica sob certas condições, em grande parte resultado de políticas intervencionistas governamentais. Em seu livro de 2021, "Economia, Sociedade e História", Hoppe afirma:
Você pode ter ouvido falar da chamada lei de Gresham, que afirma que o dinheiro ruim expulsa o dinheiro bom, mas essa lei só se aplica se houver controles de preços em vigor, apenas se as relações de troca de diferentes quantias forem fixas e não refletirem mais o forças de mercado. É verdade que o dinheiro ruim tira o dinheiro bom em circunstâncias normais, sem qualquer interferência? Não, pois o dinheiro obedece exatamente à mesma lei que vale para todos os outros bens. Os bens bons expulsam os bens ruins. O dinheiro bom expulsa o dinheiro ruim, então esse bezant foi por cerca de 800 anos considerado o melhor dinheiro disponível e foi preferido pelos mercadores da Índia a Roma e o Mar Báltico. Em todas essas regiões, você pode encontrar este tipo de moeda sendo usado, e escavações produziram evidências do uso dessas moedas nesses lugares distantes.

## Reverso da lei de Gresham (lei de Thiers)
A Lei de Thiers resume-se na seguinte oração:
| “ | O dinheiro bom expulsa o dinheiro ruim | ” |

Ela descreve contextos em que, na ausência de leis que forcem o uso de determinada moeda, o mercado tende a preferir moedas mais estáveis e confiáveis, descartando as de menor valor. Essa tendência se torna especialmente evidente em situações de hiperinflação, quando a moeda local perde tanto valor que comerciantes deixam de aceitá-la, mesmo que existam leis obrigando seu uso. Nesse cenário, a moeda forte naturalmente se impõe, tornando a fraca obsoleta, como ocorre nos processos espontâneos de dolarização em economias instáveis. 

## Etimologia
A lei foi nomeada em 1857 pelo economista Henry Dunning Macleod em homenagem a Sir Thomas Gresham (1519–1579), um financista inglês durante a dinastia Tudor. Gresham havia instado a rainha Isabel I de Inglaterra a restaurar a confiança na então degradada moeda inglesa.
O conceito foi completamente definido na Europa renascentista por Nicolau Copérnico e conhecido séculos antes na Antiguidade clássica, no Oriente Próximo e na China.